# Thoras
Thoras är en kommun i departementet Haute-Loire i regionen Auvergne-Rhône-Alpes i centrala Frankrike. Kommunen ligger i kantonen Saugues som tillhör arrondissementet Brioude. År 2017 hade Thoras 199 invånare.

## Befolkningsutveckling
Antalet invånare i kommunen Thoras
| Referens: INSEE |